# Quercus litseoides
Quercus litseoides Dunn – gatunek roślin z rodziny bukowatych (Fagaceae Dumort.). Występuje naturalnie w południowo-wschodnich Chinach – w południowo-wschodniej części prowincji Guangdong oraz południowo-zachodniej części regionu autonomicznego Kuangsi.

## Morfologia
PokrójZimozielone drzewo dorastające do 10 m wysokości.
LiścieBlaszka liściowa jest siedząca i ma kształt od eliptycznego do odwrotnie jajowato lancetowatego. Mierzy 2,5–7 cm długości oraz 1–3 cm szerokości, jest całobrzega, ma klinową nasadę i tępy wierzchołek.
OwoceOrzechy o elipsoidalnym kształcie, dorastają do 15–18 mm długości i 10 mm średnicy. Osadzone są pojedynczo w kubkowatych miseczkach do 35% ich długości. Same miseczki mierzą 10 mm średnicy.

## Biologia i ekologia
Rośnie w widnych lasach, na wysokości od 700 do 1000 m n.p.m.